# 아쓰타진구텐마초역
아쓰타진구텐마초역(일본어: 熱田神宮伝馬町駅, あつたじんぐうてんまちょうえき)은 일본 아이치현 나고야시 아쓰타구에 위치한 철도역이다.

## 타는 곳
상대식 승강장 2면 2선 지하역.
| 1 | ■ 메이조 선 | 아라타마바시·야고토 방면 |
| 2 | ■ 메이조 선 | 가나야마·사카에 방면     |

## 역세권 정보
- 아쓰타 신궁
- 아쓰타 우체국
- 나고야 시 교육 센터
- 나고야 법무국
- 나고야 공학원 전문학교
- 진구마에 역 - 나고야 철도 나고야 본선
- 국도 제1호선
- 아이치 현도 제225호선

## 역사
- 1974년 3월 30일: 덴마초역으로 영업 개시.
- 2023년 1월 4일: 아쓰타진구텐마초역으로 역명 변경.

## 사진

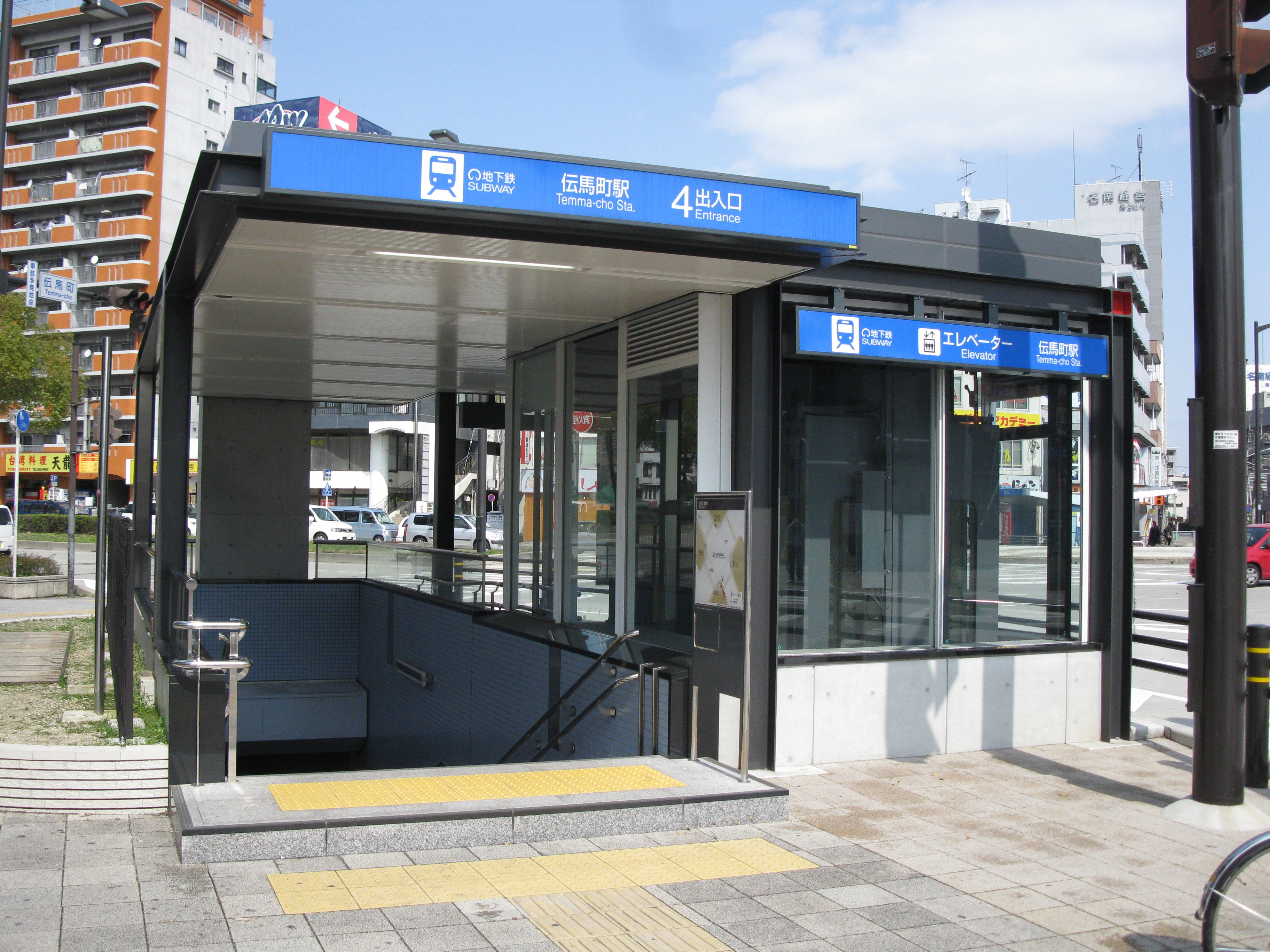
4번 출입구

## 인접역
| 나고야 지하철 ■ 메이조 선 | 나고야 지하철 ■ 메이조 선 | 나고야 지하철 ■ 메이조 선     |
| ------------------------- | ------------------------- | ----------------------------- |
| M 25 호리타 외선 순환     |                           | M 27 아쓰타진구니시 내선 순환 |